# 삼성 갤럭시 R 스타일
삼성 갤럭시 R 스타일(Samsung Galaxy R style)은 삼성전자에서 2012년 5월 31일에 출시한 갤럭시 S III의 하이엔드 보급형 안드로이드 스마트폰으로, 갤럭시 S III의 기능 일부를 지원하며, 특이하게도 대한민국에서만 출시되었다.

## 색상
- 화이트

## 지원
exFAT포맷을 지원하여 용량이 4 GB이상인 파일을 사용할 수 있으며, 외장메모리에도 이 기술이 적용되었다.

## 안드로이드4.1 젤리빈업그레이드
2013년 2월 26일 안드로이드 4.1.2 젤리빈으로의 업그레이드가 시작되었다.
주요 개선점은 다음과 같다.
- 프로젝트 버터 적용
- 설정 메뉴 재구성
- 두개의 홈스크린 모드 (기본모드, 이지모드)
- 스마트 스테이 추가
- 팝업플레이 기능 개선
- 알림창 개선
- 구글 나우 추가
- 카메라 성능 개선

## 특수 기능

### 기타 기능

#### 다이렉트 콜
문자 전송할때, 부재중 전화시, 전화번호 검색 등 전화번호가 화면에 보일 때 휴대전화를 귀에 대면 바로 전화가 걸린다.

#### 팝업 플레이
동영상을 작은 팝업창 형태로 재생하는 기능으로, 동영상이 팝업창 형태로 떠 있는 동안에는 화면의 일부분만 점유하며, 다른 애플리케이션을 사용할 수 있다.

#### exFAT
exFAT포맷을 지원하여 용량이 4 GB이상인 파일을 사용할 수 있으며, 외장메모리에도 이 기술이 적용되었다.

#### USB OTG
USB OTG를 지원하여 컴퓨터를 통하지 않아도 다른 기기나 스토리지와 직접 데이터 교환을 할 수 있다.

#### 스마트 스테이
앞면 카메라를 통해 사용자의 눈동자와 얼굴을 인식하여 사용 중일 때에는 디스플레이가 꺼지지 않도록 유지한다.
4.1.2 젤리빈 업그레이드 때 추가된 기능이다.

#### 구글 나우
4.1.2 젤리빈 업그레이드 때 추가된 기능이다.

## 경쟁 기종
- LG 옵티머스 LTE II
- 팬택 베가 레이서 2

## 같이 보기
- 삼성 갤럭시 S III
- 삼성 갤럭시 R